# Борисоглебское сельское поселение (Борисоглебский район)
Борисоглебское сельское поселение — муниципальное образование в Борисоглебском районе Ярославской области.
Административный центр — рабочий посёлок Борисоглебский.

## История
Борисоглебское сельское поселение образовано 1 января 2005 года в соответствии с законом Ярославской области № 65-з от 21 декабря 2004 года «О наименованиях, границах и статусе муниципальных образований Ярославской области». Границы Борисоглебского сельского поселения установлены в административных границах рабочего посёлка Борисоглебский и Краснооктябрьского и Селищенского сельских округов.

## Население
| 2007  | 2010  | 2011  | 2012  | 2013  | 2014  | 2015  |
| ----- | ----- | ----- | ----- | ----- | ----- | ----- |
| 6970  | ↘6898 | ↘6882 | ↘6864 | ↘6828 | ↘6817 | ↘6775 |
| 2016  | 2017  | 2018  | 2019  | 2020  | 2021  |       |
| ↘6663 | ↘6474 | ↗6481 | ↘6442 | ↘6438 | ↗6592 |       |

## Состав сельского поселения
В состав сельского поселения (образованного в границах трёх административно-территориальных единиц — рабочего посёлка Борисоглебский и 2 сельских округов: Краснооктябрьского и Селищенского) входит 41 населённый пункт. 
| №  | Населённый пункт  | Тип населённого пункта                  | Население | Сельский округ    |
| -- | ----------------- | --------------------------------------- | --------- | ----------------- |
| 1  | Акулово           | деревня                                 | ↘14       | Селищинский       |
| 2  | Борисоглебский    | рабочий посёлок, административный центр | ↗5453     |                   |
| 3  | Борушка           | деревня                                 | ↘3        | Селищинский       |
| 4  | Вертлово          | деревня                                 | ↗2        | Краснооктябрьский |
| 5  | Глинка            | деревня                                 | ↘3        | Селищинский       |
| 6  | Горшково          | деревня                                 | →0        | Краснооктябрьский |
| 7  | Дубойково         | деревня                                 | →0        | Краснооктябрьский |
| 8  | Дядьково          | деревня                                 | ↘4        | Селищинский       |
| 9  | Есеплево          | деревня                                 | ↗19       | Краснооктябрьский |
| 10 | Жадимирово        | деревня                                 | ↗1        | Краснооктябрьский |
| 11 | Иевлево           | деревня                                 | ↘6        | Селищинский       |
| 12 | Ильинское         | село                                    | →0        | Краснооктябрьский |
| 13 | Кишкино           | деревня                                 | ↘2        | Селищинский       |
| 14 | Комарово          | деревня                                 | ↗2        | Селищинский       |
| 15 | Коскино           | деревня                                 | ↗3        | Селищинский       |
| 16 | Красново          | село                                    | ↘151      | Селищинский       |
| 17 | Красный Октябрь   | посёлок                                 | ↘451      | Краснооктябрьский |
| 18 | Кузнечиха         | деревня                                 | ↘5        | Селищинский       |
| 19 | Николо-Пенье      | село                                    | →0        | Краснооктябрьский |
| 20 | Ново              | деревня                                 | ↗5        | Селищинский       |
| 21 | Новоселка         | деревня                                 | ↘9        | Краснооктябрьский |
| 22 | Опальнево         | деревня                                 | ↗47       | Селищинский       |
| 23 | Осипово           | деревня                                 | ↘0        | Краснооктябрьский |
| 24 | Павлово           | село                                    | →0        | Краснооктябрьский |
| 25 | Паникарово        | деревня                                 | →0        | Селищинский       |
| 26 | Пестово           | деревня                                 | ↘51       | Краснооктябрьский |
| 27 | Подлесново        | деревня                                 | →0        | Краснооктябрьский |
| 28 | Пукесово          | деревня                                 | →0        | Краснооктябрьский |
| 29 | Реброво           | деревня                                 | →0        | Краснооктябрьский |
| 30 | Редкошово         | деревня                                 | ↘36       | Краснооктябрьский |
| 31 | Свагуново         | деревня                                 | ↘13       | Селищинский       |
| 32 | Селище            | деревня                                 | ↘202      | Селищинский       |
| 33 | Сильники          | деревня                                 | →0        | Краснооктябрьский |
| 34 | Старово-Подборное | деревня                                 | →0        | Селищинский       |
| 35 | Старостино        | деревня                                 | →0        | Краснооктябрьский |
| 36 | Теперское         | деревня                                 | ↘0        | Селищинский       |
| 37 | Турово            | деревня                                 | ↘111      | Краснооктябрьский |
| 38 | Фоминское         | деревня                                 | →1        | Краснооктябрьский |
| 39 | Хаурово           | деревня                                 | ↘5        | Селищинский       |
| 40 | Шипино            | деревня                                 | →35       | Селищинский       |
| 41 | Языково           | деревня                                 | ↘71       | Краснооктябрьский |